# Cutchogue
Cutchogue (en anglais [ˈkʌtʃɒɡ]) est un hameau de la ville de Southold et une census-designated place du comté de Suffolk, sur l’île de Long Island, dans l’État de New York, aux États-Unis. Cutchogue, dont la population comptait 3 349 habitants lors du recensement de 2010, était originellement un village agricole.

## LaOld House
La Old House, datant de 1649, est un monument historique (National Historic Landmark) situé à Cutchogue et l'un des exemples survivants les plus remarquables de l'architecture domestique britannique en Amérique du Nord.

## Démographie
| Groupe            | Cutchogue | New York | États-Unis |
| ----------------- | --------- | -------- | ---------- |
| Blancs            | 94,7      | 65,8     | 72,4       |
| Autres            | 2,0       | 8,1      | 7,3        |
| Métis             | 2,0       | 3,0      | 2,9        |
| Afro-Américains   | 1,8       | 15,9     | 12,6       |
| Asiatiques        | 0,8       | 7,3      | 4,8        |
| Total             | 100       | 100      | 100        |
|                   |           |          |            |
| Latino-Américains | 7,2       | 17,6     | 16,7       |

Selon l'American Community Survey, pour la période 2011-2015, 88,62 % de la population âgée de plus de 5 ans déclare parler anglais à la maison, alors que 2,26 % déclare parler l'ourdou, 2,16 % l'espagnol, 1,68 % le russe, 0,71 % l'allemand, 0,52 % l'italien et 4,06 % une autre langue.

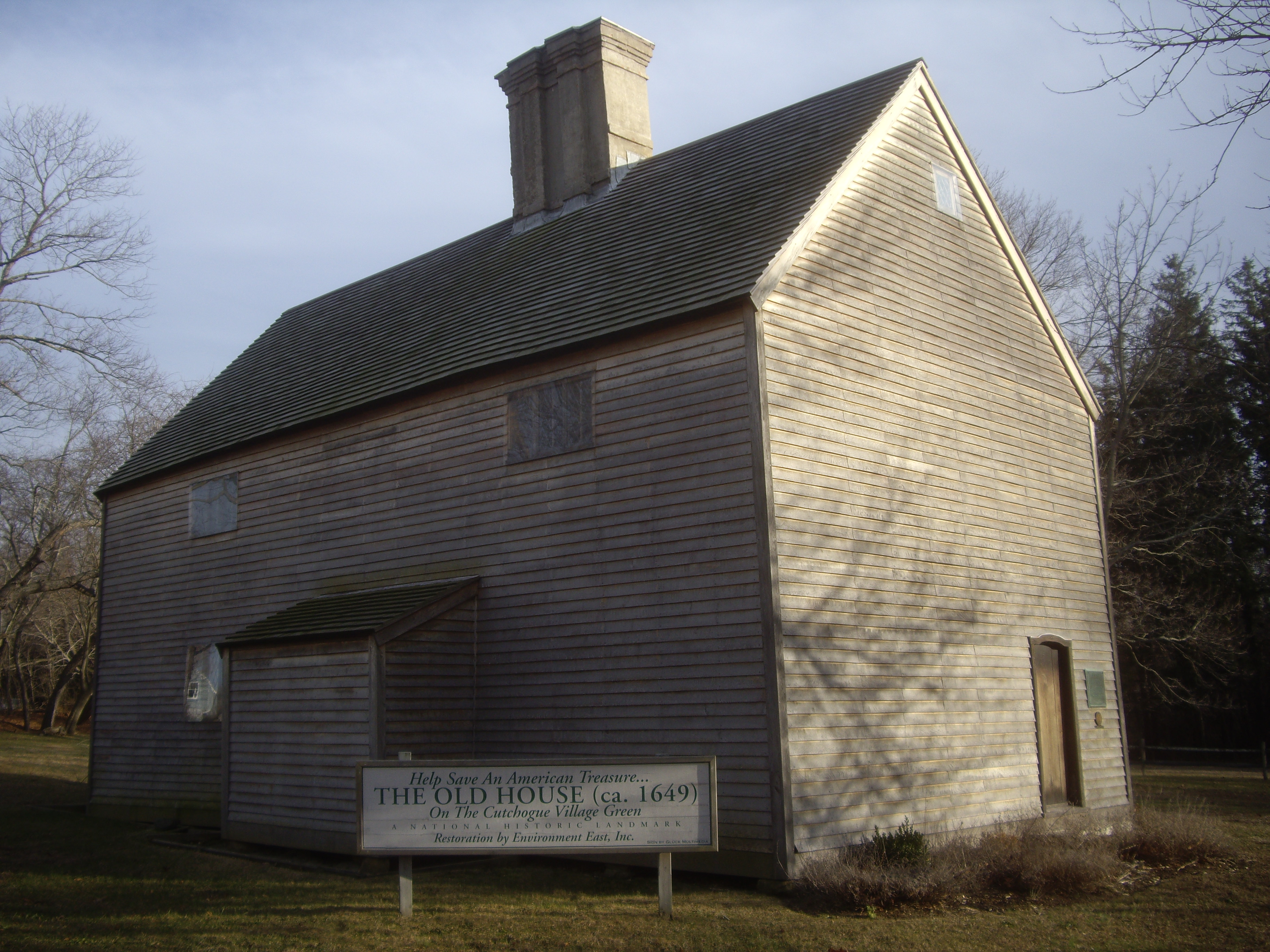
La Old House
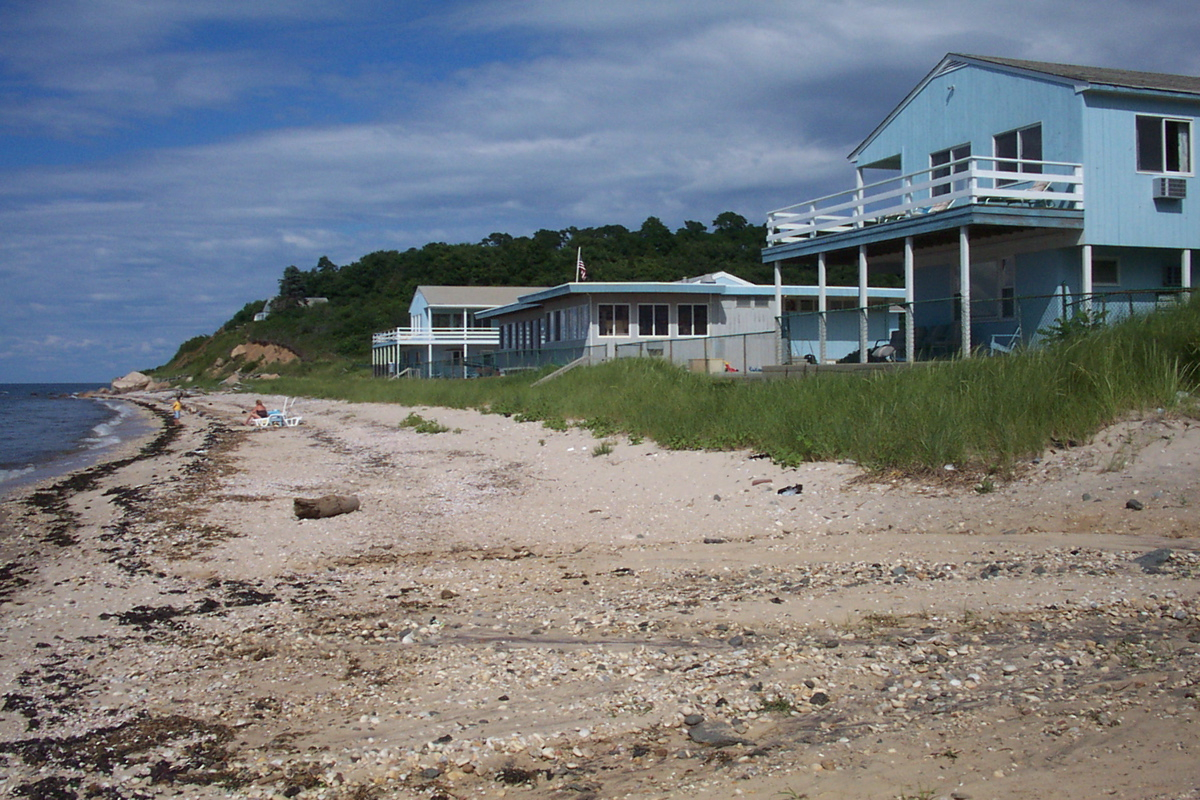
Cutchogue en 2004.

## Personnalité liée à la ville
- Billy Kimball (1959-), écrivain, scénariste, producteur, présentateur et comédien.